# Guy Cordon

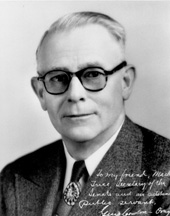
Guy Cordon

Guy F. Cordon (* 24. April 1890 in Cuero, Texas; † 8. Juni 1969 in Washington D.C.) war ein US-amerikanischer Politiker (Republikanische Partei), der den Bundesstaat Oregon im US-Senat vertrat.
Als kleiner Junge zog Guy Cordon 1896 mit seinen Eltern aus Texas weg. Die Familie ließ sich in Roseburg im Südwesten Oregons nieder, wo der junge Guy die öffentlichen Schulen besuchte. 1909 trat er 19-jährig in die Dienste des Douglas County: Bis 1914 war er dort stellvertretender Steuergutachter (Tax Assessor). In diesem Jahr heiratete er Ana Allen, mit der er zwei Kinder hatte. Nach dem Eintritt der Vereinigten Staaten in den Ersten Weltkrieg schloss Cordon sich der US Army an und kämpfte in einer Artillerieeinheit.
Nachdem er vom Kriegseinsatz zurückgekehrt war, arbeitete Guy Cordon bis 1919 als Tax Assessor seines Countys. Danach studierte er die Rechtswissenschaften und wurde 1920 in die Anwaltskammer aufgenommen. Von 1923 bis 1935 war er Bezirksstaatsanwalt im Douglas County, danach betrieb er in Roseburg eine private Kanzlei. Dabei vertrat er unter anderem 18 Countys, die sich zu einer Klage gegen die Bundesregierung wegen vermeintlich illegaler Landabtretungen an die Oregon and California Railroad zu Beginn des 20. Jahrhunderts zusammengeschlossen hatten.
Am 4. März 1944 wurde Cordon durch Oregons Gouverneur Earl Snell zum Nachfolger des verstorbenen US-Senators Charles L. McNary ernannt. Bei der Nachwahl im November desselben Jahres setzte er sich mit 57 Prozent der Stimmen gegen den Demokraten Willis Mahoney durch; auch die Wahl zu einer eigenen sechsjährigen Amtsperiode entschied er 1948 mit einem Stimmenanteil von 60 Prozent für sich. 1954 musste er dann im Bundestrend der Republikaner eine knappe Niederlage gegen den Demokraten Richard L. Neuberger hinnehmen, woraufhin er am 3. Januar 1955 aus dem Senat ausschied.
Nach dem Ende seiner politischen Laufbahn blieb Guy Cordon in Washington und praktizierte dort als Anwalt, bis er sich 1962 zur Ruhe setzte.